# Pogonocherus propinquus
Pogonocherus propinquus là một loài bọ cánh cứng trong họ Cerambycidae.